# Рибхоз (Богородський міський округ)
Рибхо́з (рос. Рыбхоз) — селище у складі Богородського міського округу Московської області, Росія.
Стара назва — Рибхоз Біссерово.

## Населення
Населення — 853 особи (2010; 485 у 2002).
Національний склад (станом на 2002 рік):
- росіяни — 90 %